# 塔德萊-艾濟拉勒大區
塔德萊-艾濟拉勒大區（阿拉伯语：‎）是摩洛哥中部內陸曾经的一個大區。面積17,125平方公里。2004年人口1,450,519人。首府貝尼邁拉勒。
下轄兩省。